# Nový židovský hřbitov v Táboře
Bývalý Nový židovský hřbitov v Táboře, založený roku 1892, se nalézal na dnešním náměstí Prokopa Velikého.
Roku 1941 byl zdevastován a zničen, na místě se zbudoval park a po válce byla strhnuta obřadní síň s márnicí a bytem hrobníka a také ohradní zeď. V roce 1992 zde byl odhalen pomník připomínající existenci hřbitova. Místo je volně přístupné.